# 21e bataillon d'infanterie de marine
Pour les articles homonymes, voir 21e bataillon.
Le 21e bataillon d'infanterie de marine (21e BIMa) est une unité de l'Armée de terre française, en garnison au Congo et au Gabon à l'époque de la décolonisation.

## Historique
Le 21e bataillon d'infanterie de marine est créé le 1er décembre 1958 par changement de nom du bataillon de tirailleurs du Congo-Gabon, en garnison à Brazzaville, Pointe-Noire et Libreville. Il est transféré aux forces armées de la république du Congo le 1er octobre 1961 tandis que sa 2e compagnie devient l'ossature de l'Armée de terre gabonaise.

## Insigne
Le bataillon n'a pas eu d'insigne.